# Ashford
Pour les articles homonymes, voir Ashford (homonymie).
Ashford est une grande ville moderne dans le Comté du Kent en Angleterre, et aussi le chef lieu du Borough de Ashford, Ashford est à environ 90 km de Londres. Elle est située à proximité du tunnel sous la Manche.
La gare d'Ashford International est un des arrêts de l'Eurostar.

## Toponymie
L'écrivain Philpot a avancé qu'« Essgetesford » signifiait « gué aux frênes » (ash trees growing near a ford), mais un historien local du XVIe siècle, du nom de Lampard, suggère plutôt gué de l’Eshe (ou Eshet), ancien nom du tributaire de la Stour entre Lenham et Ashford.

## Histoire
Pendant des siècles, Ashford servit de place de marché pour les villages avoisinants ; dès le XIXe siècle, elle conserva ce rôle de carrefour avec l'avènement du chemin de fer : sa gare était en effet à l'intersection de pas moins de cinq lignes : Ashford - Ramsgate (via Canterbury-ouest), Maidstone East Line, South Eastern Main Line, Kent Coast Line et Marshlink Line. 

Depuis l'ouverture de la High Speed 1, la Gare d'Ashford International a le statut de gare européenne, sur l'itinéraire Londres - Tunnel sous la Manche - Lille emprunté par les trains rapides Eurostar.
L’agglomération d’Ashford occupe la lisière orientale de la forêt primaire d’Andredsweald ou Anderida, qui à l'époque celtique s'étendait vers l'ouest jusqu’au Hampshire et couvrait la base du Weald.
Il est probable que la ville vit le jour à la suite du raid danois de 893 contre la localité voisine de Seleberhtes Cert (citée dès 762 dans les chroniques), bien qu'une voie romaine passât déjà à cet endroit pour relier les forges du Weald à Canterbury. Ashford est citée sous le nom Essetesford d’origine saxonne (ou Eshetisford, Esselesford, Asshatisforde, Essheford) dans le Domesday Book compilé en 1086 : elle possédait alors une église, deux moulins et rapportait annuellement 150 shillings. Le château était propriété du connétable Hugh de Montford.
La proximité du Kent avec Londres a toujours rapproché la capitale de cette province. C'est ainsi qu'à la fin du XVIe siècle,William Shakespeare, dans son « Henry VI (seconde partie) », fait partir la révolte de Cade d’Ashford. La pièce met en scène un boucher d'Ashford du nom de Dick, qui envisage de supprimer les offices de la Couronne au terme de la révolte, et qui proclame : « Et pour commencer, tuons les juges » (first thing, let’s kill all the lawyers).
L'hégémonie commerciale et agricole d'Ashford est confirmée par le fait qu'en 1243 elle devient Corporation municipale. Dès la fin du XVIe siècle, c'était un carrefour commercial de première importance pour le bétail. Le marché se tenait dans High Street, jusqu'à ce qu'en 1856, les fermiers et négociants le transfèrent à Elwick Road et créent ce qui est aujourd'hui la plus ancienne compagnie commerciale déposée d'Angleterre et du Pays de Galles encore en activité. Il y a en effet toujours un marché en ville, bien que le siège de la compagnie se soit déplacé en dehors d'Ashford : 5 000 fermiers y vendent leurs produits. Ashford jouit d'un patrimoine industriel intéressant, avec le siège social de Letraset, société spécialisée dans les techniques du graphisme et de l’affiche. La compagnie de ravitaillement de la colonie de Tanzanie se trouvait également à Ashford.
Certains éléments architecturaux de l'église paroissiale remontent au XIIIe siècle, mais l'essentiel est du XVe siècle, avec beaucoup d'apports ultérieurs. En 1638, une grammar school gratuite ouvrit ses portes. Elle avait été construite à l'ouest sur le parvis de l'église, et fut active jusqu'en 1846 ; c'est aujourd'hui un musée.
Au cours de la Seconde Guerre mondiale, le nœud ferroviaire d'Ashford était l'une des cibles favorites de la Luftwaffe.
La Joint Services School of Intelligence occupait l'ancienne caserne de Templer Barracks à Ashford jusqu'au déclassement du site en 1997 et sa démolition pour faire passer la ligne à grande vitesse « High Speed 1 ». En 1982, le prince Andrew fréquentait cet établissement.

## Jumelages
- Bad Münstereifel (Allemagne)
- Fougères (France)
- Hopewell (États-Unis)

## Célébrités
Le célèbre mathématicien John Wallis, les poètes Alfred Austin et John Fuller, la philosophe Simone Weil ont vécu à Ashford ; cette dernière, malade de la tuberculose à force de jeûnes, fut internée au sanatorium de Kennington, et écrit à ce sujet que c'est "un bel endroit pour mourir" ; par la suite, le conseil municipal donnera son nom à une rue de la ville. Arthur Charles Evans (1916 - 2011), auteur de « Séjour en Silésie », fut jusqu'en 1981 directeur du poste de Police d’Ashford, et habitait le faubourg d'Aldington.
Ashford a également été fréquentée par quelques musiciens célèbres, comme le fondateur du groupe de skiffle, Mungo Jerry, Ray Dorset, Josh Doyle du groupe punk Dum Dums, mais aussi les organistes et compositeurs Sydney Nicholson et Malcolm Sargent. Roger Dean a conçu les couvertures des albums du groupe Yes, Frederick Forsyth (auteur de The Day of the Jackal) et l'écrivain Dudley Pope, sont natifs de la ville. Le chanteur de métalcore, Oliver Sykes y est également né. Les acteurs Patsy Byrne (Nursie dans la Vipère noire (2e saison), Mark Rylance et Alex Arnold de la série télévisée Skins sont natifs de la ville, ainsi que le comique John Wells, le footballeur international jamaïcain Danny Maddix et le présentateur Bob Holness, ou Jamie Staff (championne du Monde de bicycle motocross et plusieurs fois médaillée en cyclisme sur piste) habite Ashford.
De octobre 2013 à début juin 2016, les locaux de la WebTV du site Eclypsia étaient installés au dixième étage de l'International House (Dover Place - TN23 1HT), une tour qui fait face à la gare d'Ashford, avec son partenaire Bolton (une société britannique spécialisée dans les nouvelles technologies et la monétisation d’audience). Avant son retour sur Paris, Eclypsia était à son apogée (leader dans son secteur), certains parlant même d'âge d'or,.
- Robert Ernest Cheesman (1878-1962), explorateur et ornithologue, y est né.